# Jan Ingman
Jan Ingman, född 25 november 1961 i Grums, Sverige, är en svensk före detta ishockeyspelare som spelade i Färjestads BK mellan säsongerna 1980 och 1991, med vilka han vann tre SM-guld på 80-talet. Han valdes i första rundan som 19:e spelare totalt i NHL Entry Draft 1981 av Montreal Canadiens. Han representerade det svenska juniorlandslaget i ishockey under JVM 1981 då Sverige vann guld.
Ingman avslutade sin aktiva hockeykarriär i Grums IK i division 1.

## Klubbar
- Färjestads BK
- Grums IK

## Meriter
- SM-guld med Färjestads BK 1980/81, 1985/86, 1987/88.
- SM-silver med Färjestads BK 1982/83, 1986/87, 1989/90, 1990/91.
- JVM-guld 1981.